# Chuck Leavell
Charles Alfred „Chuck“ Leavell (* 28. dubna 1952 Birmingham, Alabama) je americký klávesista.
Začínal v roce 1969 jako studiový hudebník, spolupracoval např. s Charliem Danielsem či skupinami The Marshall Tucker Band a Wet Willie. Zaujal však Gregga Allmana, který jej v roce roku 1972 přivedl do kapely The Allman Brothers Band. V ní působil až do jejího rozpadu v roce 1976, poté s některými dalšími spoluhráči vytvořil skupinu Sea Level, která fungovala pět let. Roku 1982 začala jeho dlouhodobá spolupráce s The Rolling Stones – od roku 1985 hrál na všech jejich albech a účastnil se všech jejich koncertních turné. Nadále však působí i ve studiu, kde spolupracoval s mnoha dalšími umělci, jako jsou např. George Harrison, Eric Clapton, Gov't Mule, Train, Tinsley Ellis, The Black Crowes, The Fabulous Thunderbirds, Montgomery Gentry, John Mayer nebo Miranda Lambert. Sám vydal několik sólových alb, první vyšlo v roce 1996 pod názvem A Homemade Christmas From Charlane Plantation. V roce 2016 hrál na turné Rattle That Lock Tour Davida Gilmoura.